# The Serfsons
«The Serfsons» (с англ. — «Сёрфсоны») — премьерный эпизод двадцать девятого сезона мультсериала «Симпсоны». Впервые вышел 1 октября 2017 года в США на телеканале «FOX».
Сначала премьерным эпизодом сезона должен был быть «Springfield Splendor». Однако в августе 2017 года стало известно, что «The Serfsons» выйдет первым.

## Сюжет

Сёрфсоны

В средневековом королевстве Спрингфилдия семья крепостных селян Сёрфсон посещают Жаклин Бувье, мать Мардж, в особняке Гигантского паука (тогдашнем доме престарелых) и забирают её смотреть на новые головы трупов, поставленные на колы городской стены. Во время этого смотра Мардж пришла в шок, обнаружив, что Жаклин замерзает.
В «Хирургии цирюльника Хибберта» у Жаклин обнаруживается прогрессирующее замерзание после укуса Ледяного Ходока: плоть жертвы укуса превращается в лёд в течение недели. Чтобы спасти её, цирюльник Хибберт предлагает лечение с помощью Амулета Тёплого огня. Однако его стоимость слишком высока для крепостных, и Мардж отправляет Гомера собрать необходимые деньги. В это время лев Аззлан пытается заставить рабов перейти в христианство, но Мардж прогоняет его.
На Спрингфилдской человеческой станции Гомер безуспешно пытается попросить у своего босса, лорда Монтгомери, денег. Видя бедственное положение отца, Лиза решает проблему, волшебным образом превращая свинец в золото. Однако Лиза не может публично творить магию, так как тогда её схватит король Куимби и заставит стать одной из его злых волшебников.
Дома Мардж отдаёт амулет Жаклин, которая сначала отказывается, признавая тщетность жизни, но её мать решает его надеть. В этот момент появляются волшебники короля Куимби и забирают Лизу, обвиняя её в колдовстве. Чтобы спасти её, Гомер спровоцировал восстание крестьян города против феодализма. Атакуя замок короля, крестьяне сталкиваются лицом к лицу с Вульфкаслом верхом на драконе. Жаклин решает сорвать с себя амулет, превращая её в лёд, тем самым жертвует собой, чтобы победить дракона. Однако выясняется, что дракон был источником всей магии в королевстве, включая всех магических существ. Лиза предполагает, что королевство может теперь основывать свою жизнь на науке. Придя от этого в ужас, Гомер разжигает огонь в попытке оживить дракона. В результате все магические существа возвращаются, а дракон оживает и сжигает деревню…

## Отношение критиков и публики
Во время премьеры на канале Fox эпизод просмотрели 3.26 млн человек с рейтингом 1.4, что сделало его вторым самым популярным шоу на канале Fox в ту ночь. Деннис Перкинс из «The A.V. Club» дал эпизоду оценку B-, сказав: ««The Serfsons» — это, по сути, исправный эпизод, чей самый большой недостаток его полная доступность во время выхода новый сезон. Шоу сделало интересный эпизод, поскольку премьера сезона была более однажды, и, возможно, предназначена для того, чтобы зацепить зрителей несколькими непритязательными ссылками на поп-культуру. Достаточно справедливо. У самих Сёрфонов есть целая куча таких вещей, как отказ от какого-либо обрамляющего устройства или обоснование для причудливой прогулки. Это забитая крестьянская семья типа из «Игры престолов», «Властелина колец», феерии «Dungeons & Dragons»».
На сайте The NoHomers Club согласно голосованию большинство фанатов оценили серию на 3/5 со средней оценкой 3.06/5.